# 설레스트 오코너
설레스트 오코너(영어: Celeste O'Connor, 1998년 12월 2일 ~ )는 미국의 배우이다. 케냐 나이로비 태생으로 유년기에 미국으로 이주하여 메릴랜드주 볼티모어에서 자랐다. 2018년 넷플릭스 영화 《대체불가 당신》에서 구구 음바타로의 10대 배역으로 출연했으며, 이후 공포 영화 《프리키 데스데이》와 고스트버스터즈 시리즈 신작 《고스트버스터즈 라이즈》에 캐스팅됐다.

## 출연작 목록
| 연도 | 제목                        | 원제                        | 배역          | 비고               |
| ---- | --------------------------- | --------------------------- | ------------- | ------------------ |
| 2018 | 대체불가 당신               | Irreplaceable You           | 애비(10대)    | 구구 음바타로 아역 |
| 2019 | 셀라와 스페이즈             | Selah and the Spades        | 팔로마        |                    |
| 2019 | 습지                        | Wetlands                    | 에이미        |                    |
| 2020 | 프리키 데스데이             | Freaky                      | 닐라 초네스   |                    |
| 2021 | 고스트버스터즈 라이즈       | Ghostbusters: Afterlife     | 러키 도밍고   |                    |
| 2022 | 인 비트윈                   | The In Between              | 섀넌          |                    |
| 2023 | 좋은 사람                   | A Good Person               | 라이언        |                    |
| 2024 | 마담 웹                     | Madame Web                  | 매티 프랭클린 |                    |
| 2024 | 고스트버스터즈: 오싹한 뉴욕 | Ghostbusters: Frozen Empire | 러키 도밍고   |                    |